# Quenten Martinus
Quenten Martinus (Willemstad, 1991. március 7.–) curaçaói válogatott labdarúgó. Jelenleg a japán élvonalbeli Urava Red Diamonds csatáraként játszik. Korábban az SC Heerenveen, a Sparta Rotterdam és a Ferencváros játékosa volt.

## Mérkőzései a curaçaói válogatottban
| #  | Dátum                | Ellenfél                 | Eredmény | Kiírás                             | Esemény |
| -- | -------------------- | ------------------------ | -------- | ---------------------------------- | ------- |
| 1. | 2014. november 14.   | Kuba                     | 2 – 3    | Karibi kupa                        |         |
| 2. | 2015. június 5.      | Trinidad és Tobago       | 1 – 0    | barátságos mérkőzés                |         |
| 3. | 2015. június 11.     | Kuba                     | 0 – 0    | Vb-selejtező                       | 69'     |
| 4. | 2015. szeptember 4.  | Salvador                 | 0 – 1    | Vb-selejtező                       |         |
| 5. | 2017. július 14.     | Salvador                 | 0 – 2    | CONCACAF-aranykupa csoportkör      | 74'     |
| 6. | 2017. július 17.     | Mexikó                   | 0 – 2    | CONCACAF-aranykupa csoportkör      |         |
| 7. | 2017. október 10.    | Katar                    | 2 – 1    | barátságos mérkőzés                | 82'     |
| 8. | 2018. szeptember 10. | Grenada                  | 10 – 0   | CONCACAF Nemzetek Ligája-selejtező | 61'     |
| 9. | 2018. október 12.    | Amerikai Virgin-szigetek | 5 – 0    | CONCACAF Nemzetek Ligája-selejtező | 60' 89' |